# Apparjaure
Apparjaure är en sjö i Kiruna kommun i Lappland och ingår i Torneälvens huvudavrinningsområde. Sjön har en area på 4,66 kvadratkilometer och ligger 766 meter över havet. Sjön avvattnas av vattendraget Rautasälven (Rautasätno).

## Delavrinningsområde
Apparjaure ingår i det delavrinningsområde (756996-161659) som SMHI kallar för Utloppet av Apparjaure. Medelhöjden är 944 meter över havet och ytan är 21,78 kvadratkilometer. Räknas de 12 avrinningsområdena uppströms in blir den ackumulerade arean 266,28 kvadratkilometer. Rautasälven (Rautasätno) som avvattnar avrinningsområdet har biflödesordning 2, vilket innebär att vattnet flödar genom totalt 2 vattendrag innan det når havet efter 489 kilometer. Avrinningsområdet består mestadels av kalfjäll (78 procent). Avrinningsområdet har 4,76 kvadratkilometer vattenytor vilket ger det en sjöprocent på 21,8 procent. Delavrinningsområdet täcks till 0 procent av glaciärer, med en yta av 0,0006 kvadratkilometer.